# Suin
Suin é uma comuna francesa na região administrativa de Borgonha-Franco-Condado, no departamento Saône-et-Loire. Estende-se por uma área de 21,4 km². Em 2010 a comuna tinha 268 habitantes (densidade: 12,5 hab./km²).